# Czynniki ryzyka sercowo-naczyniowego
Czynniki ryzyka sercowo-naczyniowego – grupa objawów i danych z wywiadów, których obecność zwiększa ryzyko chorób sercowo-naczyniowych.
Aktualnie do tych czynników zaliczamy:
- nadciśnienie tętnicze;
- wiek: mężczyźni powyżej 55 rż, kobiety powyżej 65 rż;
- palenie tytoniu;
- dodatni wywiad rodzinny w kierunku występowania w rodzinie przedwczesnej choroby układu krążenia;
- zaburzenia lipidowe;
- otyłość brzuszna;
- podwyższenie poziomu CRP;
- przerost lewej komory serca;
- blaszki miażdżycowe lub poprzedzające ich wystąpienie pogrubienie kompleksu błony środkowej i wewnętrznej tętniczy szyjnej wewnętrznej (IMT);
- zwiększenie stężenia kreatyniny w zakresie:
  - kobiety: 1,2-1,4 mg/dl;
  - mężczyźni: 1,3-1,5 mg/dl;
- mikroalbuminuria;
- cukrzyca;
- naczyniowa choroba mózgu (TIA, udar mózgu niedokrwienny lub krwotoczny);
- choroba niedokrwienna serca;
- choroba nerek: cukrzycowa choroba nerek, białkomocz, niewydolność nerek;
- choroba naczyń obwodowych;
- retinopatia w okresie III i IV.

Stwierdzono, że do czynników ryzyka sercowo-naczyniowego należy przemoc i zastraszanie w miejscu pracy.